# Pippo Spano
Filippo Buondelmonti degli Scolari znany jako Pippo Spano (ur. 1369 w Tizzano, zm. w grudniu 1426 w Lipovej) – włoski magnat, generał, strateg i powiernik króla Zygmunta Luksemburskiego. Członek Zakonu Smoka.

## Wczesna życie
Był synem ubogiego florenckiego szlachcica, urodził się w Tizzano niedaleko Florencji. Po raz pierwszy źródła wspominają o nim około roku 1382, kiedy to wstąpił do służby skarbnika Zygmunta Luksemburskiego i otrzymał zamek w mieście Simontornya (Simonsthurm).
Dalsze usługi dla Korony, takie jak zapewnienie zasobów i wsparcia do walki z Osmanami, doprowadziły do mianowania go administratorem wszystkich kopalni złota w królestwie. Obecny był w Bośni podczas buntu szlachty węgierskiej po śmierci króla Tvrtko I (1391), Pippo zdołał ujarzmić głównych przywódców buntu.
Brał udział w niefortunnej wyprawie krzyżowej we wrześniu 1396. Po bitwie pod Nikopolis, w przeciwieństwie do większości dowódców chrześcijańskich udało mu się uciec. Spano, król i wielu wysokich dostojników popłynęło małą łódką w górę Dunaju, aż do ziem węgierskich i chorwackich.
W 1398 ożenił się z Barbarą, córką i spadkobierczynią Andrzeja z Ozory.
Podczas okresu kłopotów z przejęciem tronu przez syna Karola III, Władysława Neapolitańskiego, ujawnił zdradę ze strony niektórych możnowładców. Został jednak zmuszony do poddania się ich żądaniom ponieważ król został aresztowany w zamku wyszehradzkim (1401).
Po tym, jak Zygmunt na krótko odzyskał władzę, szlachta otwarcie uznała Władysława za króla. W 1403 siły Królestwa Neapolu zajęły Zadar, a Pippo musiał się wycofać. W tym samym roku odzyskał Veszprém, a we wrześniu wziął Esztergom i ponownie napadł na Bośnię, przerywając kontakty między armią sycylijską i buntownikami oraz zmuszając najeźdźców do ucieczki.
Podczas pobytu w Wiedniu Pippo został mianowany hrabią Timișoary. Zainicjował następnie budowę węgierskiego systemu zamków granicznych, aby powstrzymać agresję osmańską. W tym okresie walczył m.in. z siłami Hrvoja Vukčića Hrvatinića, oblegającymi Szybenik, odzyskując przy tym część dzisiejszej Chorwacji.

## We Włoszech
W 1408 roku Pippo został banem Szörény i członkiem prestiżowego Zakonu Smoka. W 1410 Zygmunt wysłał go, aby przekonał państwa włoskie do zerwania ich więzi z Neapolem. Udał się m.in. do rodzinnej Florencji i Ferrary, gdzie spotkał się z Mikołajem d’Este. W sierpniu spotkał się w Pizie z antypapieżem Janem XXIII.
W ramach kampanii weneckiej z 1411 roku odbił Akwileję, a w grudniu przejął Udine i kilka fortec w Romagna, a następnie również Vittorio Veneto. W styczniu 1412 roku wojska Pippo pojmały wielu ważnych weneckich dostojników, których rozkazał okaleczyć, by pomścić Węgrów zabitych przez wroga.
Poważną porażkę poniósł w bitwie pod Mottą w sierpniu 1412 przeciwko Republice Weneckiej. Pippo zamierzał oblegać Padwę w styczniu, ale nie był w stanie utrzymać swojej armii na miejscu i ruszył w kierunku Brenty, zatrzymał się w Cartigliano i Marostice, prowadząc nieudany atak na Vicenzę. Dalsze niepowodzenia spowodowały jego wycofanie się do Friuli, a w lutym na Węgry.
Scolari wrócił do Friuli we wrześniu, aby wesprzeć Florencję. W Lodi uczestniczył w spotkaniu Zygmunta z władcą miasta Giovanni da Vignate.

## Późniejsze zadania

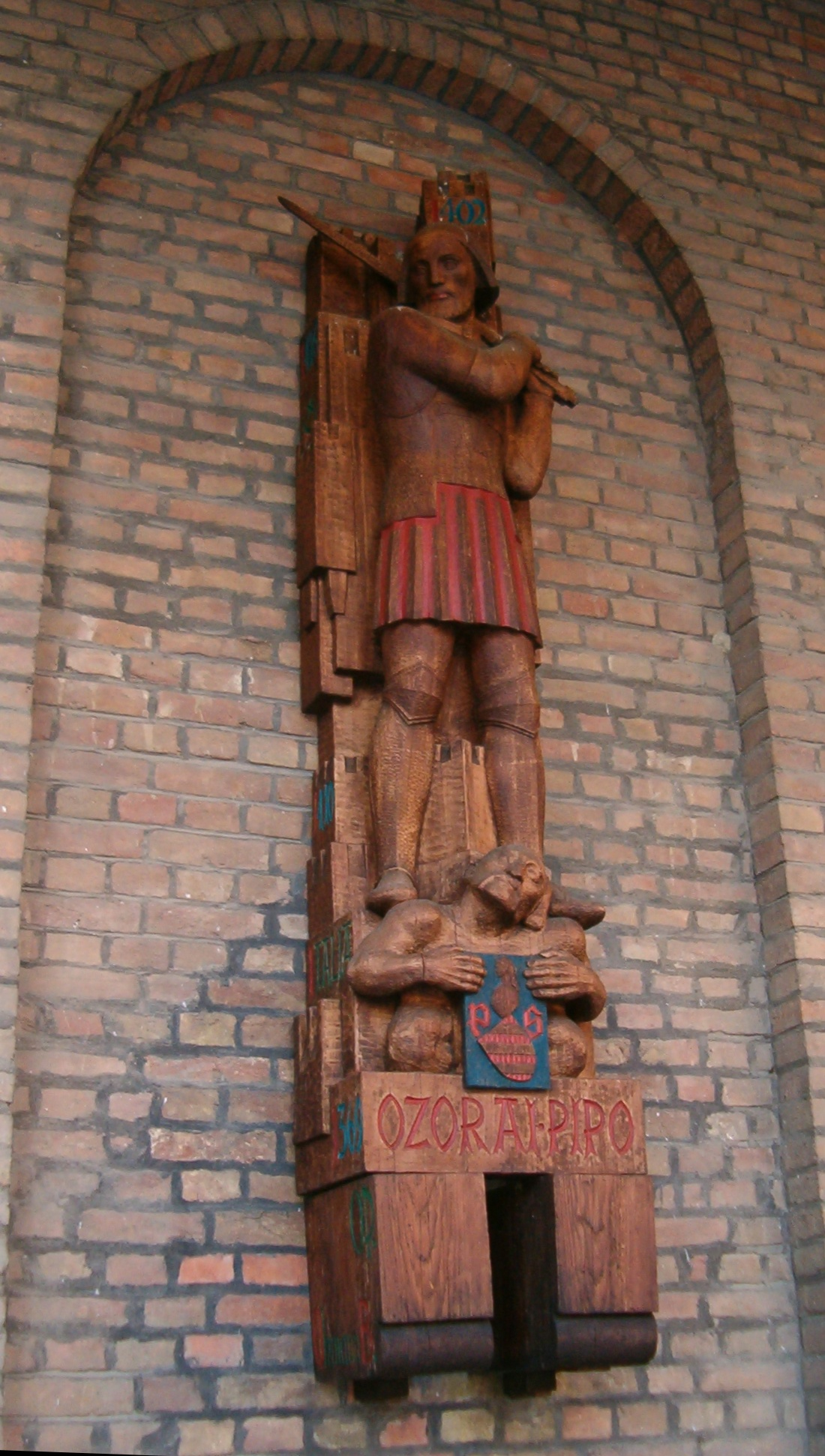
Pippo w Panteonie Székesfehérvár

Pippo wziął udział w obradach soboru w Konstancji w marcu 1414, kiedy to cesarz powierzył mu opiekę nad Janem XXIII – zadanie, którego nie wykonał, ponieważ wkrótce antypapieżowi udało się zbiec. W 1415 był świadkiem egzekucji Jana Husa.
Ponownie walczył z Turkami w 1417 (na Wołoszczyźnie), w 1418 w okolicach Belgradu. W 1419 roku walczył również w Bośni, gdzie zgodził się na zawarcie pięcioletniego rozejmu. Później wysłany został do Czech, gdzie zajmował się tłumieniem powstania husyckiego w 1420 roku, dowodził m.in. w bitwie o Witkową Górę. W styczniu 1422 roku poniósł klęskę w bitwie pod Niemieckim Brodem.
Wieść o domniemanym zabiciu Pippo w Czechach doprowadziła do osmańskiego ataku na Wołoszczyznę, której władcą był Dan II. Pod wpływem próśb Stefana Lazarevicia Pippo wyruszył do Serbii, gdzie odniósł kilka znaczących zwycięstw. W 1425 wraz z sojusznikami przekroczył Dunaj i zdobył Silistrę. Wkrótce po tym doznał jednak udaru mózgu i odesłany został do Lipovej, gdzie zmarł. Pochowany został w katedrze w Székesfehérvár, obok grobowców królów węgierskich.